# Molitor (Familienname)
Molitor ist ein deutscher Familienname.

## Herkunft und Bedeutung
Molitor ist die latinisierte Form des Familiennamens Müller. Zu weiteren Informationen siehe dort.

## Namensträger
- Alexius Molitor (1730–1773), deutscher Ordensgeistlicher und Kirchenmusikkomponist
- Alfons Molitor (1940–2011), deutscher Literat
- Bernhard Molitor (Beamter) (1932–2007), deutscher Beamter und Vorsitzender der EU-Deregulierungskommission
- Bruno Molitor (1927–2019), deutscher Nationalökonom und Hochschullehrer
- Carl Caspar Molitor (1731–nach 1794), deutscher Orgelbauer
- Christian Molitor (* 1965), deutscher Politiker (Bündnis 90/Die Grünen)
- Erich Molitor (1886–1963), deutscher Jurist und Universitätsprofessor
- Franz Molitor (Oberamtmann) († 1829), deutscher Verwaltungsjurist und Oberamtmann in Freiburg
- Franz Molitor (Maler) (1857–1929), deutscher Maler
- Franz Joseph Molitor (auch Joseph Franz Molitor; 1779–1860), deutscher Schriftsteller und Freimaurer
- Gabi Molitor (* 1962), deutsche Politikerin (FDP)
- Gabriel Jean Joseph Molitor (1770–1849), französischer General
- Gregor Molitor (1867–1926), deutscher Benediktinermönch, Komponist und Organist
- Hans Molitor (1895–1970), böhmischer Pharmakologe
- Hansgeorg Molitor (1939–2023), deutscher Historiker
- Hugo Molitor (1856–1921), deutscher Richter und Politiker
- Jean Molitor (* 1960), deutscher Fotograf und Künstler
- Johann Molitor (1576–1639), deutscher Stiftspropst von Heidenfeld und Triefenstein
- Johann Peter Molitor (1702–1756), böhmischer Maler von deutscher Ursprung
- Joseph Molitor (Politiker) (Franz Joseph Molitor; 1762–nach 1835), deutscher Politiker, Oberbürgermeister von Düsseldorf
- Joseph Molitor von Mühlfeld (1855–1890), deutscher Maler
- Jürgen Molitor, deutscher Basketballfunktionär und -spieler
- Karl Molitor (Bibliothekar) (1847–1924), deutscher Bibliothekar
- Karl Molitor (Politiker) (1883–1953), deutscher Politiker, Oberbürgermeister von Hanau
- Karl Molitor (Skirennfahrer) (1920–2014), Schweizer Skirennfahrer
- Karl Molitor (Jurist) (1928–2021), deutscher Jurist und Manager
- Katharina Molitor (* 1983), deutsche Leichtathletin
- Ludwig Molitor (Pfarrer) (um 1620–1683), Schweizer reformierter Pfarrer
- Ludwig Alois Molitor (1817–1890), deutscher Justizbeamter, Komponist und Heimatkundler
- Marc Molitor (* 1949), französischer Fußballspieler
- Markus Molitor (* 1964), deutscher Winzer
- Martin von Molitor (1759–1812), österreichischer Maler und Zeichner
- Martin Molitor (* 1966), deutscher Schauspieler
- Mathieu Molitor (1873–1929), deutscher Bildhauer, Maler und Grafiker
- Melanie Molitor (* 1957), Schweizer Tennistrainerin
- Nikolaus III. Molitor (1600–1640), deutscher Benediktinerabt
- Nikolaus Karl Molitor (1754–1826), deutscher Mediziner und Hochschullehrer
- Norbert Molitor (* 1946), deutscher Blogger und Buchautor und Zeichner
- Paul Molitor (Baseballspieler) (* 1956), US-amerikanischer Baseballspieler
- Paul Molitor (Informatiker) (* 1959), deutscher Informatiker und Hochschullehrer
- Peter Joseph Molitor (1821–1898), deutscher Maler
- Philippe Molitor (1869–1952), belgischer Generalleutnant
- Philipp Adolf Joseph Molitor (1752–1840), deutscher Verwaltungsbeamter und Politiker
- Raphael Molitor (1873–1948), deutscher Benediktinerabt, Kirchenrechtler und Musikwissenschaftler
- Simon Molitor (1766–1848), deutscher Komponist, Gitarrist und Beamter
- Stephan Molitor (Gernrode) (auch Stephan Mylius; 15./16. Jh.), deutscher Prediger und Superintendent von Gernrode
- Stephan Molitor (Journalist) (auch Stephen  Molitor; 1806–1873), deutsch-amerikanischer Journalist und Herausgeber
- Stephan Molitor (Historiker) (1955–2023), deutscher Historiker, Archivar und Autor
- Steve Molitor (* 1980), kanadischer Boxer
- Tobias Molitor (* 1986), deutscher Grafiker, Siebdruck- und Konzeptkünstler
- Ulrich Molitor (um 1442–1507/1508), deutscher Jurist und Hexentheoretiker
- Ulrich Molitor (Abt) (1526–1584), deutsch-österreichischer Ordensgeistlicher, Abt von Heiligenkreuz
- Ursula Molitor (* 1947), deutsche Grafikerin und Lichtkünstlerin, siehe Molitor & Kuzmin
- Valentin Molitor (1637–1713), Schweizer Komponist und Benediktiner
- Wilhelm Molitor (Benno Bronner und Ulrich Riesler; 1819–1880), deutscher Domkapitular, Schriftsteller und Politiker
- Willi Molitor  (1902–1953), deutscher Gewerkschaftsfunktionär